# Коктобе (Карасайський район)
Коктобе́ (каз. Көктөбе) — село у складі Карасайського району Алматинської області Казахстану. Входить до складу Каскеленської міської адміністрації.
У радянські часи село називалось Ізвестковий.
Населення — 40 осіб (2021; 95 у 2009, 50 у 1999, 86 у 1989).